# ルボトム酸化
ルボトム酸化（ルボトムさんか、Rubottom oxidation）とは有機化学における人名反応のひとつで、シリルエノールエーテル（下式左）がメタクロロ過安息香酸 (mCPBA) と反応して α-シロキシケトン（下式右）に変わる反応のこと。1974年に A. G. Brook ら、G. M. Rubottom ら、A. Hassner ら によって独自に発見された。
α-シロキシケトンは酸などにより容易に α-ヒドロキシケトンへと加水分解できる。

## 反応機構
まず、mCPBA がシリルエノールエーテル 1 の二重結合を酸化してエポキシド 2 を与える。三員環が開環して生じる双性イオン 3 上でシリル基が転位し、α-シロキシケトン 4 となる。